# معركة أنياديللو
كانت معركة أنياديللو المعروفة أيضاً باسم فايلا إحدى أكثر معارك حرب عصبة كامبراي أهمية، وكذلك إحدى المعارك الكبرى في الحروب الإيطالية.